# Marko Tomićević
Marko Tomićević (Bečej, 19 de abril de 1990) é um canoísta de velocidade sérvio, medalhista olímpico.

## Carreira
Tomićević representou seu país nos Jogos Olímpicos Rio 2016 e ganhou a medalha de prata na prova do K2-1000 m ao lado de Milenko Zorić.